# 120 Days
120 Days var ett norskt band. Medlemmarna i gruppen var Jonas Hestvik Dahl (basgitarr), Arne Schrøder Kvalvik (trumprogrammering, sampling), Kjetil Ovesen (synthesizer) och Ådne Meisfjord (sång, gitarr, keyboard) och bandet grundades 2001 med namnet The Beautiful People. 2005 bytte bandet namn till Sex Beat, men från 2006 togs det nuvarande namnet, 120 Days. Deras hemstad var Kristiansund men de flyttade 2002 till Oslo.
Bandet vann två Spellemannpriser 2006, en i klassen "Rock" och en i klassen "Årets Nykommer & Gramostipend"
Bandet upplöstes 2012.

## Diskografi
Studioalbum som The Beautiful People
- Ballett (2001)
- Jazz Dance (2001)
- Body Health (2003)

Studioalbum som 120 Days
- 120 Days (2006)[3]
- 120 Days II (2011)

EP
- The Beautiful People EP (2004)
- The Beautiful People EP / Sedated Times (2004)

Singlar
- "Fucked Myself Up (On a Friday Night)" (2003)
- "Sedated Times" (2004)
- "Let Me Come Down" (2004)
- "Justine" (2004)
- "Be Mine" (Radio Edit) (2004)
- "Sleepwalking" (2006)
- "Come Out, Come Down, Fade Out, Be Gone" (2006)